# Resolutie 2367 Veiligheidsraad Verenigde Naties
Resolutie 2367 van de Veiligheidsraad van de Verenigde Naties werd op 14 juli 2017 met unanimiteit aangenomen door de VN-Veiligheidsraad. De resolutie verlengde het mandaat van de VN-hulpmissie UNAMI in Irak met een jaar.
In een brief aan secretaris-generaal António Guterres had de Iraakse Minister van Buitenlandse Zaken Ibrahim Jaafari het belang van de missie bevestigd, zeker nu het Iraakse leger op het punt stond "Irak te verlossen van de terreurbendes van IS en ze voor eens en voor altijd te vernietigen".
De Amerikaanse vertegenwoordiger Michele Sison noemde de resolutie een mijlpijl in de Iraakse strijd tegen IS. Voor het eerst ook werd in een resolutie om een evaluatie door een externe partij gevraagd. Daardoor moest de effectiviteit van VN-missies naar een hoger niveau worden getild.

## Achtergrond
Op 2 augustus 1990 viel Irak zijn zuiderbuur Koeweit binnen en bezette dat land. De Veiligheidsraad veroordeelde de inval nog diezelfde dag middels resolutie 660, en later kregen de lidstaten carte blanche om Koeweit te bevrijden. Eind februari 1991 was die strijd beslecht en legde Irak zich neer bij alle aangenomen VN-resoluties. Het land werd vervolgens verplicht om zich te ontwapenen door onder meer al zijn massavernietigingswapens te vernietigen. Daaraan werkte Irak echter met grote tegenzin mee, tot grote woede van de Verenigde Staten, die het land daarom in 2003 opnieuw binnenvielen. Er kwam een overgangsregering die internationale steun vroeg, waarop middels resolutie 1500 de VN-bijstandsmissie voor Irak werd opgericht. Die hielp onder meer met het opstellen van een nieuwe grondwet en organiseren van verkiezingen.
Inmiddels werd het land echter geplaagd door sektarisch geweld en bleven vele slachtoffers vallen door de talloze terreuraanslagen. Een van de terreurgroepen daarachter was Islamitische Staat in Irak, dat later Islamitische Staat in Irak en de Levant (IS) werd. Deze beweging palmde grote delen van het noordwesten van Irak in, waarop opnieuw een burgeroorlog ontstond in het land. Al het geweld kostte elke maand aan honderden Irakezen het leven. In juni 2017 waren er 415 burgerslachtoffers gevallen.

## Inhoud
De veiligheidssituatie in Irak bleef ernstig door de aanwezige terreurgroepen en meer dan 5,3 miljoen vluchtelingen. De Iraakse politiek werd opgeroepen onderlinge verschillen te overstijgen en samen een toekomstvisie overeen te komen voor het land. Alle gelederen van de bevolking moesten aan dat politiek proces kunnen deelnemen, ook vrouwen.
De overheid moest ook zorgen voor de bescherming van alle getroffen inwoners, ook die van religieuze en etnische minderheden. Ze moest vluchtelingen uit plaatsen die bevrijd werden van IS ook in de mogelijkheid stellen terug te keren naar hun huizen. Naar schatting 820 000 mensen waren gevlucht uit de stad Mosoel in het noorden van Irak nadat IS deze in 2014 innam. In de eerste helft van 2017 werd de stad herroverd door het Iraakse leger.
Het mandaat van de UNAMI-missie in Irak werd verlengd tot 31 juli 2018. Deze missie adviseerde en hielp de Iraakse regering onder meer met het versterken van de staatsinstellingen, de politieke dialoog, het beschermen van vluchtelingen en het promoten van de mensenrechten. De Iraakse overheid zorgde voor logistieke ondersteuning en beveiliging. Gezien IS bijna verslagen was in Irak, werd besloten UNAMI's mandaat het komende jaar te herbekijken. Secretaris-generaal António Guterres werd gevraagd de structuur, middelen, prioriteiten en samenwerking met andere VN-entiteiten door een externe partij te laten evalueren, om de missie zo efficiënt mogelijk te kunnen maken.
Lijst ·  2337 ·  2338 ·  2339 ·  2340 ·  2341 ·  2342 ·  2343 ·  2344 ·  2345 ·  2346 ·  2347 ·  2348 ·  2349 ·  2350 ·  2351 ·  2352 ·  2353 ·  2354 ·  2355 ·  2356 ·  2357 ·  2358 ·  2359 ·  2360 ·  2361 ·  2362 ·  2363 ·  2364 ·  2365 ·  2366 ·  2367 ·  2368 ·  2369 ·  2370 ·  2371 ·  2372 ·  2373 ·  2374 ·  2375 ·  2376 ·  2377 ·  2378 ·  2379 ·  2380 ·  2381 ·  2382 ·  2383 ·  2384 ·  2385 ·  2386 ·  2387 ·  2388 ·  2389 ·  2390 ·  2391 ·  2392 ·  2393 ·  2394 ·  2395 ·  2396 ·  2397